# El Rocío
Pour les articles homonymes, voir Rocío.

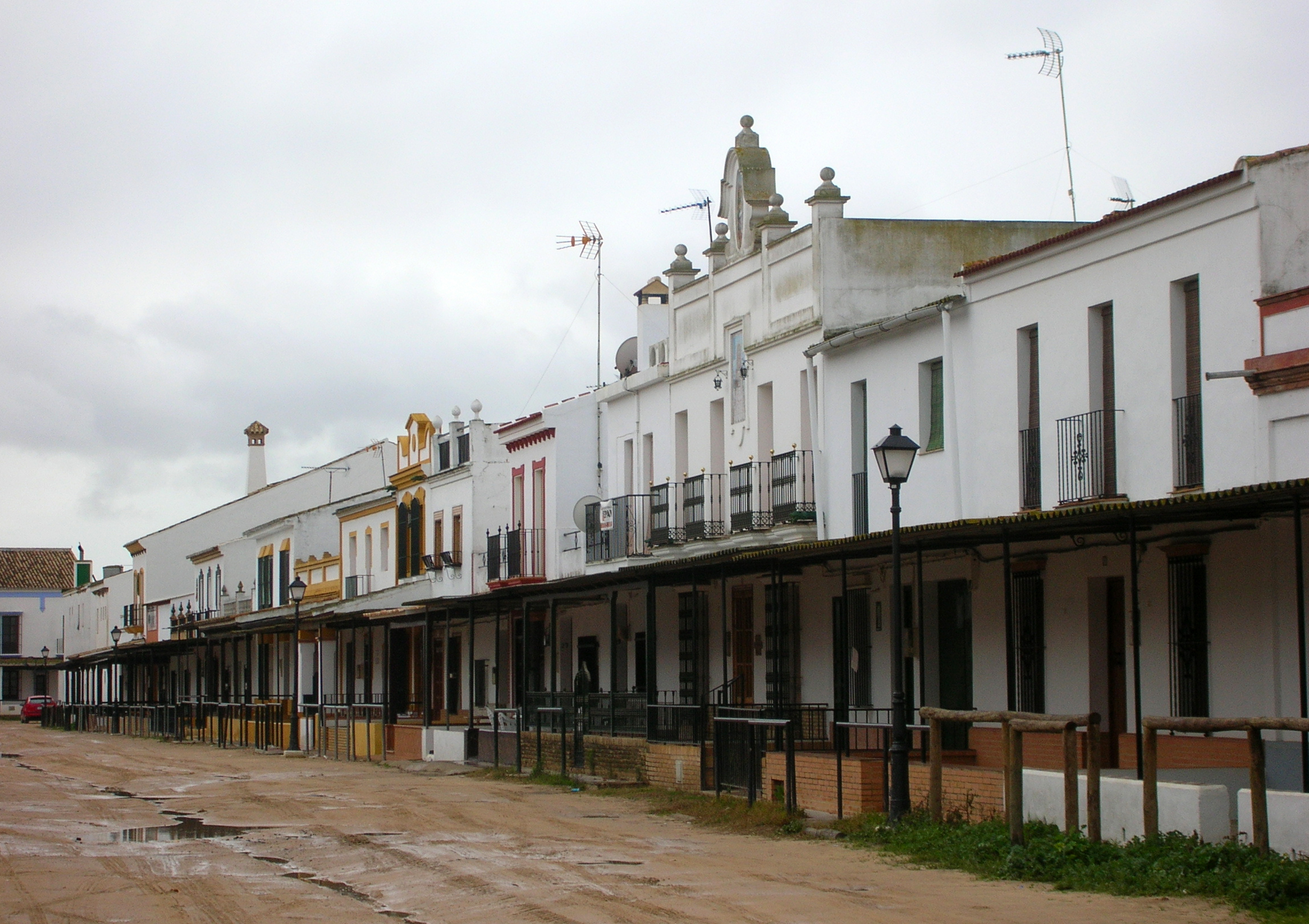
Une rue de sable, hors du temps, du village d'El Rocío

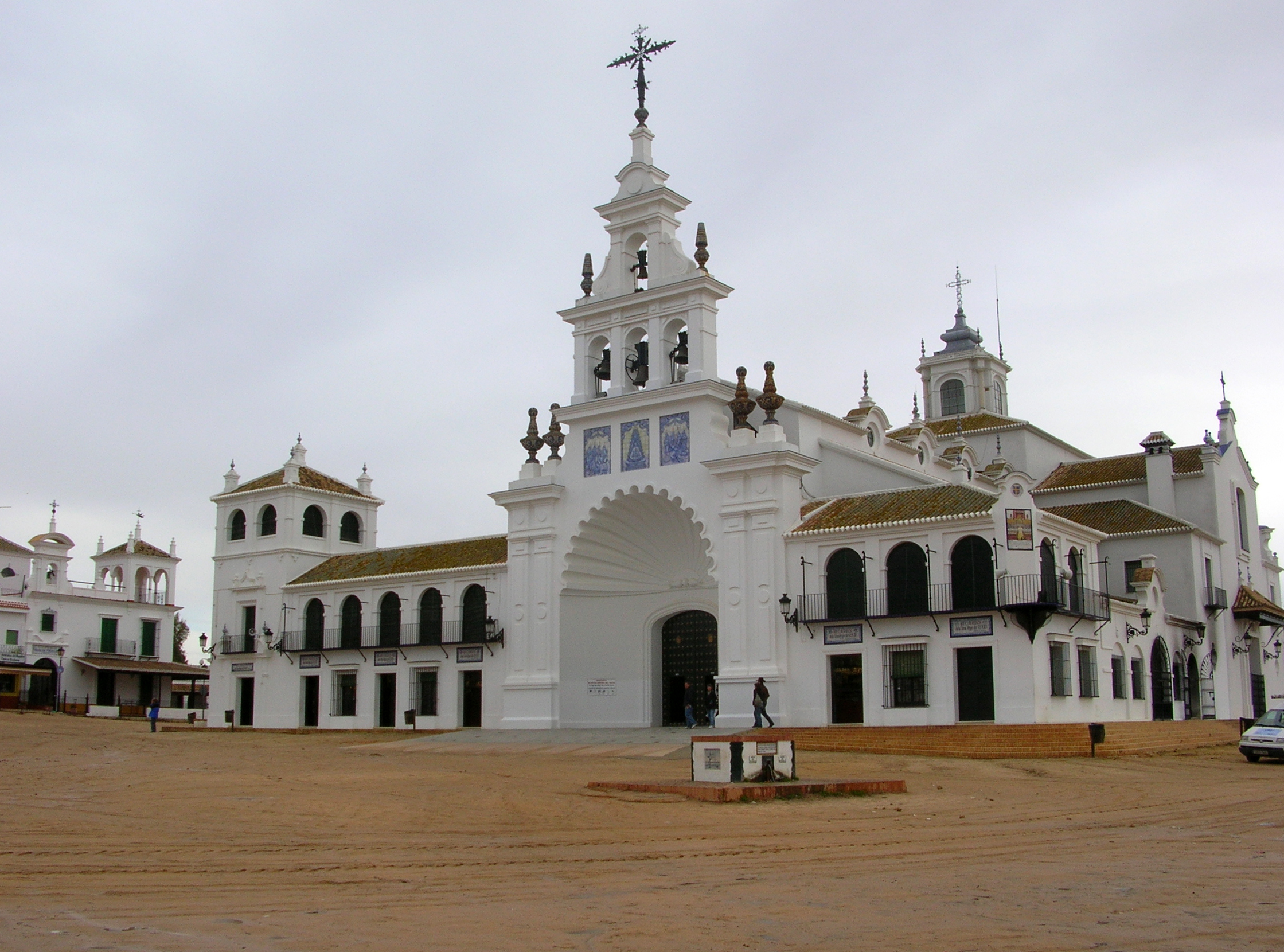
Église Notre Dame d'El Rocío

El Rocío est un hameau rattaché à la commune espagnole d'Almonte (province de Huelva, Andalousie), à 17 km de là.
Il est bordé par les marais du Parc national Doñana et il n'est pas rare d'y observer des flamants roses, à quelques mètres des habitations.
Pendant une grande partie de l'année, El Rocío est un hameau peu habité. Le village a gardé un aspect très particulier où la modernité n'a pas sa place et qui n'est pas sans rappeler l'Ouest américain de la fin du XIXe siècle. Les rues sont de terre et de sable, aucune n'est pavée ou asphaltée. Devant chaque maison à véranda se trouvent des poteaux pour attacher les chevaux.
L'existence même du hameau est due à la présence, dans son église, de la Vierge del Rocío, qui attire en pèlerinage chaque année à la pentecôte un million de fidèles, à l'occasion de la romeria qui lui est propre : la Romería de El Rocío, ou pèlerinage d'El Rocío.